# Надгръклянникова преградна съгласна
Надгръклянниковата преградна съгласна представлява съгласен звук на речта, който се среща – макар и рядко – в някои човешки езици. Знакът за записване на този звук в Международната фонетична азбука е [ʡ]. Сходен е със звука, обозначаван с „к“ в българския, но със значително по-задно учленяване.

## Особености
- Начинът на учленение е преграден, което обуславя преграждане на въздухопотока във вокалния тракт. Няма въздухоизпускане през носа.
- Мястото на учленение е при надгръклянника (надгръклянникова съгласна). Подвижният учленителен орган, в случая – пирамидно-надгръклянниковите (ариепиглотални) гънки, се допират до неподвижния – надгръклянника.
- Няма установена фонация, защото звучна надгръклянникова преградна съгласна по-скоро би клоняла към едноударните. Води се като беззвучна, защото се създава без трептения от гласните струни.
- Устна съгласна.
- Въздухопотокът излиза от устата по средно-страничен път по езика.
- Белодробна съгласна (белодробно-диафрагмен въздухопоток).

## Употерба
| Език     | Език               | Дума      | МФА (звук) | Значение | Бележки                             |
| -------- | ------------------ | --------- | ---------- | -------- | ----------------------------------- |
| амиски   | амиски             | ququl     | [ʡuʡuɺ̠ᵊ]   | 'fog'    | Понякога с трептящо учленение [ʡʢ]. |
| арчи     | арчи               | гӀарз     | [ʡarz]     | „жалба“  |                                     |
| дахало   | дахало             | [ndoːʡo]  | [ndoːʡo]   | „под“    |                                     |
| хайда    | Северните диалекти | g̱antl     | [ʡʌntɬ]    | „вода“   | Отговаря на /ɢ̥/ в южните диалекти.  |
| джах хът | джах хът           | [ɲɔˑhɔˑʡ] | [ɲɔˑhɔˑʡ]  | „дърво“  |                                     |